# Mamia III de Mingrélie
Mamia III de Mingrélie (ou Mamia III Dadiani ; géorgien : მამია III დადიანი; mort le 31 janvier 1533) est un membre de la famille des Dadiani et un eristavi (duc) d'Odishi, c'est-à-dire, de Mingrélie, en Géorgie occidentale de 1512 jusqu'à sa mort. Mamia est le fils et successeur de Liparit II de Mingrélie, qui devient un souverain semi-indépendant dans le contexte de la dissolution du royaume de Géorgie. Mamia est actif culturellement en Abkhazie et poursuit la politique de ses prédécesseurs afin de sécuriser les frontières contre les tribus de Zygiens des montagnes du Nord du Caucase. Son expédition navale et terrestre contre la Zygie s'achève par un fiasco et il est tué dans le combat.

## Biographie

### Accession au trône
Mamia est le fils de  Liparit II de Mingrélie à qui il succède à sa mort en 1512 selon l'historien du XVIIIe siècle le prince Vakhoucht Bagration. suivi par Cyrille Toumanoff. Cette donnée traditionnelle est remis een cause en 2001, par l'historien Bezhan Khorava, qui date son accession de c. 1503 en s'appuyant sur le fait qu'il est nommé Dadiani, c'est-à-dire souverain de  Mingrélia, dans une charte de wergeld émise par Alexandre II d'Iméréthie pour les Svans cette année-là. À l'époque où Mamia accède au pouvoir le royaume médiéval de Géorgie s'est désintégré et le Dadiani est devenu largement autonome, sous la vassalité nominale du royaume d'Iméréthie.

### Expédition contre les Zygiens et décès
En 1533, Mamia Dadiani, allié avec Mamia  Gurieli, eristavi de Gourie, et encouragé par le roi Bagrat III d'Iméréthie entreprend une campagne contre la piraterie d'une tribu Circassien de Zygliens dont les vaisseaux razziaient le littoral de la mer Noire en Mingrélie et en Gourie.
Les forces combinées navales et terrestres de  Mingrélie et de Gourie attaque le 30 janvier 1533. La première rencontre malgré la féroce défense des Zygiens est victorieuse, mais le jour suivant, de nombreux noble migréliens fatigués du combat déserte et abandonne leur seigneur à l'instigation de Tsandia Inal-Ipa,, un Abkhaze. Les alliés sont mis en déroute. Mamia Dadiani est désarmé mis nu et poignardé à mort pendant que Mamia Gurieli est fait prisonnier. Malachia Ier Abachidzé, Catholicos d'Abkhazie, doit se rendre chez les Zygiens pour payer les rançons des survivants et racheter les corps des morts,,,.
Le prince Vakhoucht se trompe en datant l'expédition de Mamia et sa mort de 1532, s'écartant ainsi d'une de ses sources, la Chronique dite parisienne, qui donne le vendredi 31 janvier 1533 comme date de sa mort. Vendredi, en effet, est tombé le 31 janvier 1533 selon le calendrier julien.

### Famille
Mamia III Dadiani est marié à une certaine Elisabed, qui est mentionné avec  Mamia et leur fils, Levan, dans une inscription en géorgien de la croix de la cathédrale de Pitsounda, en Abkhazie. Si l'identification de Bezhan Khorava de Mamia III avec le Mamia Dadiani du texte de
'omophorion de la cathédral de  Mokvi, également en Abkhazie, est correcte, il doit avoir été marié aussi avec une Elene, probablement sa première épouse. Cette Elene, une « fille de roi », doit être devenue nonne sous le nom de Ekaterine comme le suggère un la documentation écrite contemporaine. Mamia a deux fils :
- Léon/Levan Ier Dadiani (mort 1572), qui lui succède comme souverain de Mingrélie;
- Batulia (Datulia; mort vers c. 1580[10]), seigneur de Sajavakho, connu par la Chronique du prince Vakhoucht. Son épouse une noble circassienne ou Abkhaze, jeune sœur de l'épouse du roi Georges II d'Iméréthie la reine Rusudan, selon l'historien Cyrille Toumanoff lui est enlevée par son propre neveu Georges III Dadiani. Batulia complote ensuite la mort de Georges mais il échoue et s'enfuit en Gourie où il est emprisonné à Ozourguéti et étranglé par des agents du Dadiani[11].